# Chris Heunis
Jan Christiaan Heunis (* 20. April 1927 in Uniondale, Kapprovinz; † 27. Januar 2006 in Somerset West) war ein südafrikanischer Politiker der Nasionale Party (NP). Er wirkte während der Zeit der Apartheid von 1979 bis 1989 als Minister für verschiedene Bereiche unter Balthazar Johannes Vorster und Pieter Willem Botha und war von Januar bis März 1989 amtierender Präsident Südafrikas. Zu seinen wichtigsten Beiträgen zum politischen Leben in Südafrika zählte im Jahr 1984 die Errichtung eines Dreikammer-Parlaments, durch das den als „Farbige“ und als „Asiaten“ bezeichneten Bevölkerungsgruppen neben den weißen Einwohnern eine eingeschränkte Machtbeteiligung eingeräumt wurde, ohne dabei die schwarze Mehrheitsbevölkerung zu berücksichtigen. Dies galt neben anderen Maßnahmen als Versuch, durch Änderungen der Verfassung und des Staatsaufbaus den Weiterbestand des Apartheid-Systems zu sichern.

## Leben
Chris Heunis wurde 1927 in Uniondale geboren und war ab 1951 zunächst als Rechtsanwalt tätig. 1970 wurde er erstmals in das südafrikanische Parlament gewählt. Vier Jahre später übernahm er mit dem Ministerium für Asiaten-Angelegenheiten und Tourismus sein erstes Regierungsamt, anschließend war er von 1980 bis 1982 Innenminister. Nachdem er 1979 zum Mitglied einer Regierungskommission zur Untersuchung von Verfassungsfragen ernannt worden war, wurde er 1982 Minister für Verfassungsangelegenheiten. Er war in dieser Funktion wesentlich mitverantwortlich für die Schaffung des trikameralen Parlaments, in dem die bereits bestehende Kammer, an deren Wahlen ausschließlich die weißen Einwohner Südafrikas teilnahmen (House of Assembly), ergänzt wurde durch zwei weitere Kammern für die als „Farbige“ (House of Representatives) und „Asiaten“ (House of Delegates) bezeichneten Bevölkerungsgruppen. Dieses juristisch komplizierte System, in dem das House of Assembly der Weißen weiterhin die bestimmende Kammer war, galt als Versuch, durch eine bedingte Beteiligung weiterer Teile der Bevölkerung an der Macht das Apartheid-System aufrechtzuerhalten.
Bekannt wurde Chris Heunis vor allem als „Minister für Alles“ sowie durch lange und komplexe Reden über verfassungsrechtliche Themen. Im September 1986 wurde er zum Vorsitzenden der Nationalen Partei in der Kapprovinz gewählt und folgte in diesem Amt Pieter Willem Botha, dem damaligen Präsidenten des Landes. Durch diese Wahl im einflussreichsten der vier NP-Provinzverbände wurde er zum Mitfavoriten um die Nachfolge von Botha als Präsident. Im folgenden Jahr verteidigte er jedoch seinen Parlamentssitz mit nur 39 Stimmen Vorsprung vor seinem Gegenkandidaten Dennis Worrall, einem ehemaligen Botschafter Südafrikas in Großbritannien, der zuvor ebenfalls der NP angehört hatte und für die neugegründete Independent Party antrat. Worrall galt wie Heunis als Experte in Verfassungsfragen. Die Kandidatur von Worrall und sein überraschend gutes Abschneiden waren deshalb trotz des Wahlsiegs von Heunis ein schwerer Rückschlag für seine Ambitionen auf das Präsidentenamt und für seine Vorstellungen von der Zukunft der verfassungsmäßigen Ordnung in Südafrika.
Chris Heunis war von Januar bis März 1989 nach einem leichten Schlaganfall Pieter Willem Bothas vorübergehend amtierender Präsident Südafrikas. Im gleichen Jahr zog er sich jedoch nach der Wahl von Frederik Willem de Klerk zum Präsidenten desillusioniert aus der Politik zurück und gründete mit einem seiner Söhne eine Kanzlei in Somerset West. Ausdruck seiner Enttäuschung war seine Aussage vor der nach dem Ende der Apartheid entstandenen Wahrheits- und Versöhnungskommission, dass er „versuchen würde zu vergessen, jemals politisch tätig gewesen zu sein“. Zu den Ehrungen, die er im Laufe seines Lebens erhielt, zählten die Ehrenbürgerschaft der Stadt George und eine Reihe weiterer Auszeichnungen. In Somerset West, wo er 2006 starb, trug ein Altenheim seinen Namen. Er war verheiratet und Vater von vier Söhnen sowie einer Tochter.

## Ehrungen (Auswahl)
- Ehrendoktor der Philosophie, Universität Stellenbosch[1]
- Mitglied des Universitätsrates der Universität Stellenbosch[2]
- Honorary lieutenant-colonel, South African Police[3]
- mehrere Medaillen der südafrikanischen Polizei[1]
- Brilliant Star with Grand Cordon, Taiwan[1]
- Ehrenpräsident der Historic Somerset West Society[2]
- Schirmherr der Production Management Institute of South Africa[2]
- 1980: South African Decoration for Meritorious Service.[2]